# Simon Halsey

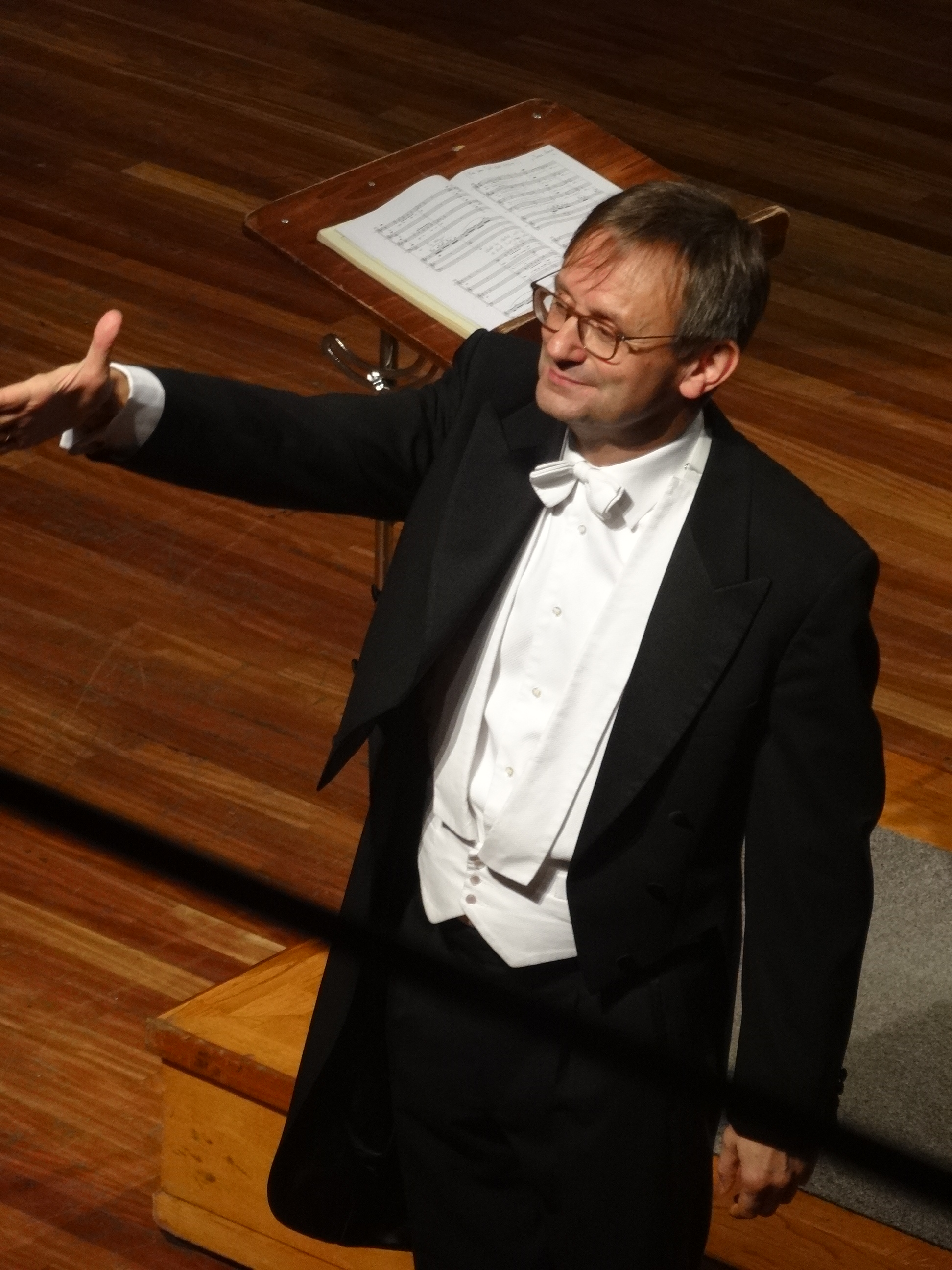
Simon Halsey, Palau de la Música Catalana, Barcelona (2016)

Simon Patrick Halsey (* 8. März 1958 in Kingston upon Thames, Surrey) ist ein britischer Dirigent und Chorleiter. Von April 2001 bis Mai 2015 war Halsey Chefdirigent des Rundfunkchors Berlin.

## Leben und Werk
Geboren 1958 in Kingston upon Thames in der Grafschaft Surrey, wurde Halsey mit 22 Jahren Musikdirektor der University of Warwick. Er ist der Sohn eines Chorleiters und einer Sängerin. Ausgebildet wurde Halsey an traditionsreichen englischen Chorschulen, wie New College, Oxford und dem King’s College, Cambridge.
Er unterrichtete am Royal Welsh College of Music & Drama in Cardiff und ist Gastdozent an der University of Minnesota sowie an der Yale University. Im Juni 2000 wurde ihm der Titel Doktors ehrenhalber von der University of Central England, Birmingham verliehen.
Im Oktober 2010 wurde er mit dem Verdienstkreuz 1. Klasse der Bundesrepublik Deutschland ausgezeichnet. Im Juni 2016 erhielt er vom Chorverband Berlin für seine Verdienste im Berliner Chorleben die Geschwister-Mendelssohn-Medaille.
Seit 1982 ist Halsey als Chorleiter des City of Birmingham Symphony Orchestras tätig. Daneben war er von 1997 bis 2008 zunächst Gast-, dann Chefdirigent des Niederländischen Rundfunkchores.
Von 2004 bis 2012 oblag ihm die Leitung des Northern Sinfonia Chorus und der Chorprogramme an The Sage Gateshead. Von 2001 bis 2015 bekleidete er das Amt des Chefdirigenten des Rundfunkchors Berlin, ab der Saison 2015/2016 ist er dort Ehrendirigent.
Seit August 2012 arbeitet er außerdem eng mit dem London Symphony Orchestra zusammen und leitet den London Symphony Chor.
Simon Halsey übernahm ebenfalls ab 1. August 2020 zunächst für drei Jahre beim WDR die neu geschaffene Aufgabe des Kreativdirektors für Chormusik und wird jede Saison mehrere Sonderprojekte leiten. Mit den Sängern aus dem WDR-Rundfunkchor gestaltet er regelmäßig das online „Sing mit! -Konzert mit Simon Halsey“.
Simon Halsey lebt in Birmingham und Berlin.